# Brytyjska akcja antyterrorystyczna 2006

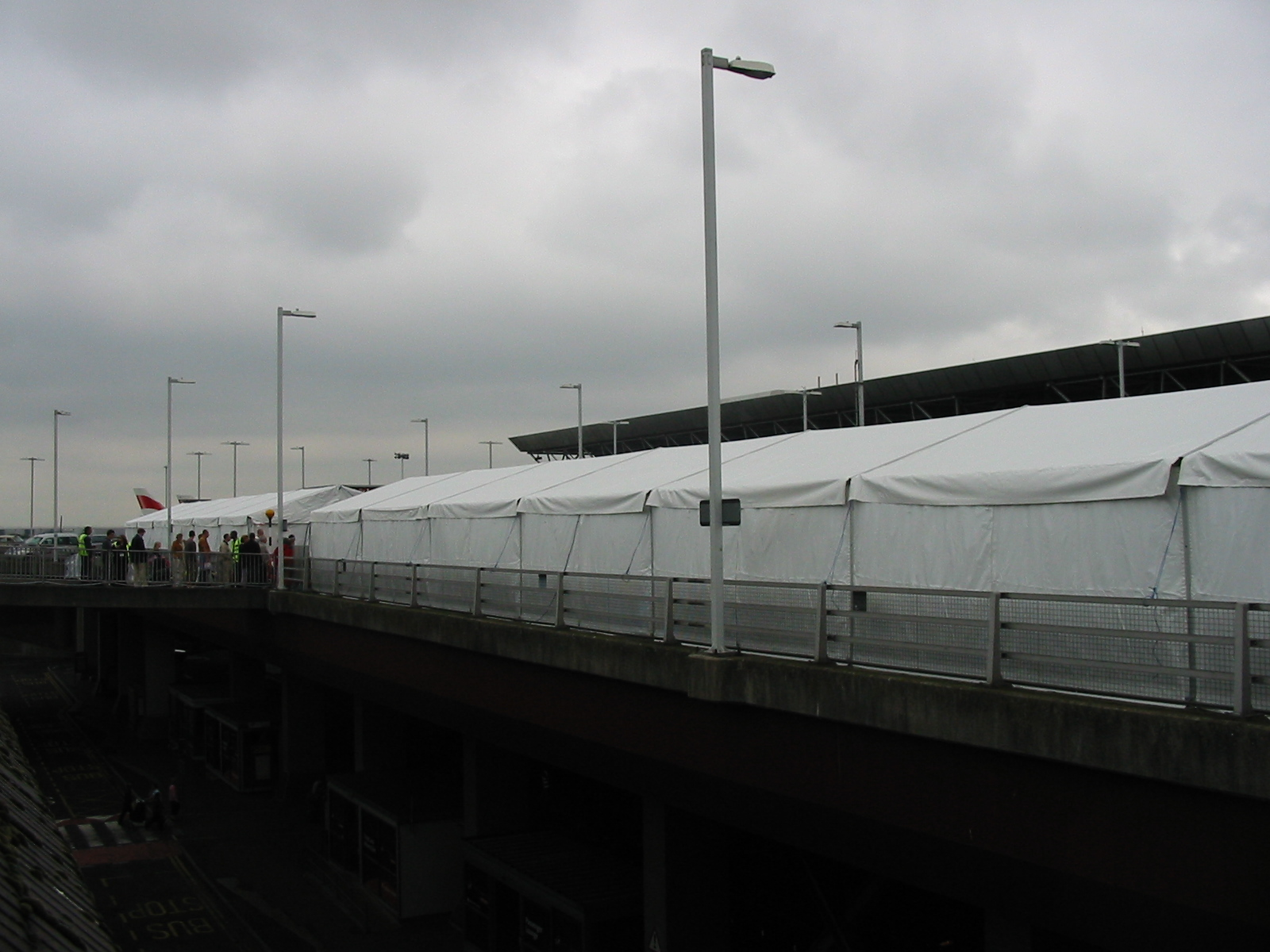
Namioty na Heathrow przeznaczone dla oczekujących na odlot pasażerów

Akcja antyterrorystyczna – przeprowadzona 10 sierpnia 2006 roku przez brytyjski Scotland Yard operacja antyterrorystyczna, w wyniku której zatrzymano 24 osoby. Zatrzymani mieli wziąć udział w przygotowaniu zamachów terrorystycznych w samolotach pasażerskich. Zamachowcy mieli prawdopodobnie w planach wnieść na pokład zupełnie nieszkodliwe, pospolite przedmioty, jak na przykład dezodoranty, żele do włosów czy napoje i połączyć je za pomocą reakcji chemicznej w materiały wybuchowe i odpalić je jednocześnie na samolotach w czasie lotu.
Większość zatrzymanych było Brytyjczykami pochodzenia pakistańskiego. Dwóch z zatrzymanych było młodymi rodowitymi Brytyjczykami od niedawna wyznającymi islam.